# Héctor Moreno
Héctor Alfredo Moreno Herrera (Culiacán, 17 gennaio 1988) è un calciatore messicano, difensore del Monterrey.

## Biografia
È sposato con Irene Martinez, imprenditrice e fashion blogger, dal loro matrimonio è nata una figlia, Mia.

## Caratteristiche tecniche
È un difensore centrale che può essere impiegato anche come terzino sinistro, è di piede mancino, giocatore dotato di reattività e di un buon atletismo. Il suo è un gioco pulito seppur aggressivo, infatti quantificando nelle proprie partite mantiene un bilancio contenuto nel numero di ammonizioni che gli vengono segnalate. Quando è necessario si adopera anche in attacco dove sfrutta il suo tiro di testa, tramite il quale nella sua carriera da professionista ha segnato la maggior parte dei suoi gol.

## Carriera

### Club

#### Inizi ed arrivo all'Az Alkmaar

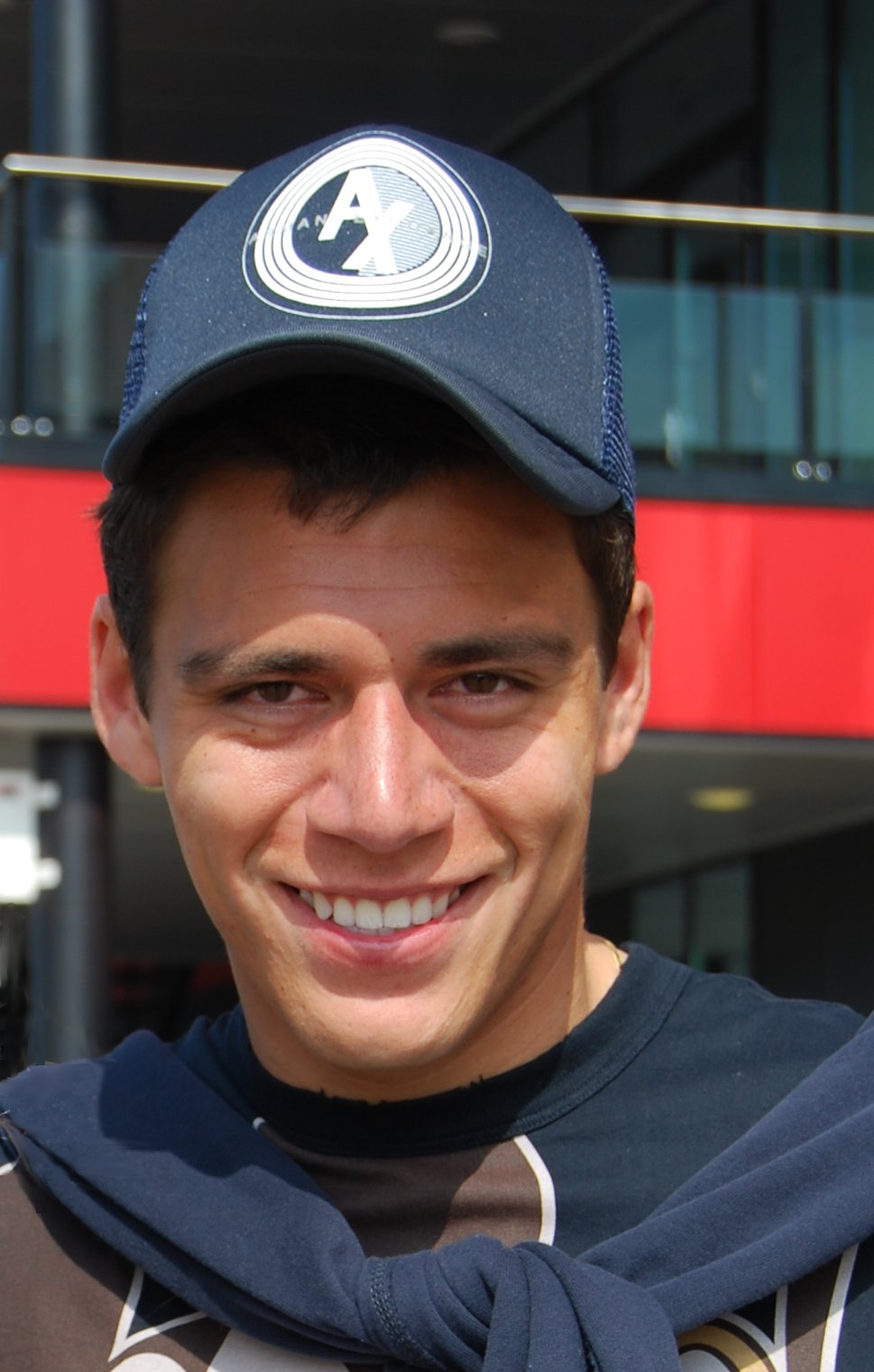
Moreno nel 2011 ai tempi dell'

Cresce nelle giovanili del Pumas UNAM, squadra messicana della capitale. Con i puma esordisce anche tra i professionisti nel 2006, disputando gran parte delle partite della stagione. Il 23 dicembre 2007 viene ingaggiato dal suo primo club europeo, l'AZ Alkmaar per 4 milioni di euro. Nel marzo 2008 realizza il primo gol nella vittoria casalinga interna per 2-1 contro il Vitesse. Il 16 settembre 2009 esordisce in Champions League nella sconfitta contro l'Olympiakos per 1-0 (nel girone H insieme anche ad Arsenal e Standard Liegi). Con il club di Alkmaar vince un campionato olandese e una Supercoppa d'Olanda.

#### Espanyol e PSV
Nel 2011 viene acquistato dall'Espanyol con un contratto quinquennale e la cifra di 2,5 milioni di euro versata all'AZ Alkmaar.  Esordisce alla seconda di campionato contro il Mallorca, venendo ammonito al minuto 32. Con gli iberici totalizza 118 presenze in campionato contornate da 7 reti, la prima delle quali il 25 settembre 2011 nella sconfitta per 3-1 contro il Levante.
Nel 2015 ritorna in Olanda, stavolta al PSV. Con i biancorossi vince al fotofinish il suo secondo titolo olandese ai danni dell'Ajax, nella stagione 2015-2016. Lo stesso anno diventa "famoso" per un fallo su Luke Shaw durante un match di Champions League, che causò nell'occasione al difensore del Manchester United la rottura di tibia e perone.

#### Roma e Real Sociedad
Il 13 giugno viene ufficializzato il suo acquisto da parte della Roma (in concomitanza con l'ufficialità del nuovo tecnico giallorosso Eusebio Di Francesco) dal PSV per un corrispettivo di 5,7 milioni di euro.
Esordisce con la maglia giallorossa il 16 settembre nella vittoria casalinga per 3-0 contro l'Hellas Verona, subentrando a Kōstas Manōlas nel secondo tempo.
Il 31 gennaio 2018, dopo solamente 6 presenze con i giallorossi, Moreno viene ceduto a titolo definitivo agli spagnoli della Real Sociedad per 6 milioni di euro, motivando tale partenza con la volontà di arrivare in forma al Mondiale di Russia. L'esordio con gli iberici avviene il 15 febbraio seguente, nel match di Europa League contro il Red Bull Salisburgo.

#### Al Gharafa e Monterrey
Il 29 luglio 2019, viene ceduto all'Al-Gharafa, militante nella massima divisione qatariota, dove rimane due stagioni collezionando 34 presenze ed una sola rete in campionato.
Il 7 giugno 2021, dopo essersi svincolato dal club qatariota, torna in Messico, firmando per il Monterrey.

### Nazionale
Nel 2005, ha vinto il campionato mondiale Under-17 con la nazionale giovanile, segna un gol battendo per 4-0 i Paesi Bassi. Con la nazionale Under-20 gioca nel mondiale di catoria Canada 2007 dove segna una rete sconfiggendo per 3-0 il Gambia.
Nel 2007 esordisce in nazionale maggiore nella sconfitta in amichevole contro il Guatemala, persa per 2-3. Nel 2011 vince la Gold Cup battendo 4-2 nella finale gli Stati Uniti a Pasadena. Viene convocato per la Copa América Centenario negli Stati Uniti.
Ha partecipato al Mondiale 2010 e al Mondiale 2014. Realizza il suo primo gol contro El Salvador nel giugno 2012 nella vittoria esterna per 1-2 (suo il gol vittoria al minuto 82, di testa). Va in rete anche nell'edizione 2017 della Confederations Cup, pareggiando i conti contro il Portogallo, campione d'Europa in carica, nella prima partita della competizione.
Viene convocato per il campionato mondiale di Russia del 2018.

## Statistiche

### Presenze e reti nei club
Statistiche aggiornate al 29 giugno 2022.
| Stagione             | Squadra              | Campionato           | Campionato | Campionato | Coppe nazionali | Coppe nazionali | Coppe nazionali | Coppe continentali | Coppe continentali | Coppe continentali | Altre coppe | Altre coppe | Altre coppe | Totale | Totale |
| Stagione             | Squadra              | Comp                 | Pres       | Reti       | Comp            | Pres            | Reti            | Comp               | Pres               | Reti               | Comp        | Pres        | Reti        | Pres   | Reti   |
| -------------------- | -------------------- | -------------------- | ---------- | ---------- | --------------- | --------------- | --------------- | ------------------ | ------------------ | ------------------ | ----------- | ----------- | ----------- | ------ | ------ |
| 2005-2006            | UNAM                 | PD                   | 6          | 1          | -               | -               | -               | CL                 | 4                  | 0                  | -           | -           | -           | 10     | 1      |
| 2006-2007            | UNAM                 | PD                   | 16         | 0          | -               | -               | -               | -                  | -                  | -                  | -           | -           | -           | 16     | 0      |
| 2007-gen. 2008       | UNAM                 | PD                   | 16+6       | 0+1        | -               | -               | -               | -                  | -                  | -                  | -           | -           | -           | 22     | 1      |
| Totale UNAM          | Totale UNAM          | Totale UNAM          | 38+6       | 1+1        |                 | -               | -               |                    | 4                  | 0                  |             | -           | -           | 48     | 2      |
| gen.-giu. 2008       | AZ Alkmaar           | ED                   | 8          | 1          | CO              | -               | -               | CU                 | -                  | -                  | -           | -           | -           | 32     | 4      |
| 2008-2009            | AZ Alkmaar           | ED                   | 15         | 0          | CO              | 2               | 1               | -                  | -                  | -                  | -           | -           | -           | 17     | 1      |
| 2009-2010            | AZ Alkmaar           | ED                   | 30         | 4          | CO              | 2               | 0               | UCL                | 6                  | 0                  | SO          | 1           | 0           | 39     | 4      |
| 2010-2011            | AZ Alkmaar           | ED                   | 27         | 1          | CO              | 0               | 0               | UEL                | 8                  | 0                  | -           | -           | -           | 35     | 1      |
| Totale AZ Alkmaar    | Totale AZ Alkmaar    | Totale AZ Alkmaar    | 80         | 6          |                 | 4               | 1               |                    | 14                 | 0                  |             | 1           | 0           | 99     | 7      |
| 2011-2012            | Espanyol             | PD                   | 35         | 3          | CR              | 5               | 0               | -                  | -                  | -                  | -           | -           | -           | 40     | 3      |
| 2012-2013            | Espanyol             | PD                   | 32         | 2          | CR              | 1               | 0               | -                  | -                  | -                  | -           | -           | -           | 33     | 2      |
| 2013-2014            | Espanyol             | PD                   | 32         | 1          | CR              | 5               | 0               | -                  | -                  | -                  | -           | -           | -           | 37     | 1      |
| 2014-2015            | Espanyol             | PD                   | 19         | 1          | CR              | 7               | 0               | -                  | -                  | -                  | -           | -           | -           | 26     | 1      |
| Totale Espanyol      | Totale Espanyol      | Totale Espanyol      | 118        | 7          |                 | 18              | 0               |                    | -                  | -                  |             | -           | -           | 136    | 7      |
| 2015-2016            | PSV                  | ED                   | 29         | 4          | CO              | 4               | 1               | UCL                | 8                  | 1                  | SO          | -           | -           | 41     | 6      |
| 2016-2017            | PSV                  | ED                   | 32         | 7          | CO              | 1               | 0               | UCL                | 6                  | 0                  | SO          | 0           | 0           | 39     | 7      |
| Totale PSV           | Totale PSV           | Totale PSV           | 61         | 11         |                 | 5               | 1               |                    | 14                 | 1                  |             | 0           | 0           | 80     | 13     |
| 2017-gen. 2018       | Roma                 | A                    | 5          | 0          | CI              | 1               | 0               | UCL                | 0                  | 0                  | -           | -           | -           | 6      | 0      |
| gen.-giu. 2018       | Real Sociedad        | PD                   | 8          | 1          | CR              | 0               | 0               | UEL                | 1                  | 0                  | -           | -           | -           | 9      | 1      |
| 2018-2019            | Real Sociedad        | PD                   | 25         | 1          | CR              | 4               | 0               | -                  | -                  | -                  | -           | -           | -           | 29     | 1      |
| Totale Real Sociedad | Totale Real Sociedad | Totale Real Sociedad | 33         | 2          |                 | 4               | 0               |                    | 1                  | 0                  |             | -           | -           | 38     | 2      |
| 2019-2020            | Al-Gharafa           | QSL                  | 21         | 1          | QSC             | 1               | 0               | -                  | -                  | -                  | -           | -           | -           | 22     | 1      |
| 2020-2021            | Al-Gharafa           | QSL                  | 13         | 0          | QSC+EQC         | 1+1             | 0               | ACL                | 1                  | 0                  | -           | -           | -           | 16     | 0      |
| Totale Al-Gharafa    | Totale Al-Gharafa    | Totale Al-Gharafa    | 34         | 1          |                 | 3               | 0               |                    | 1                  | 0                  |             | -           | -           | 38     | 1      |
| 2021-2022            | Monterrey            | LM                   | 23         | 0          | -               | -               | -               | CCL                | 2                  | 0                  | CmC         | 2           | 0           | 27     | 0      |
| 2022-2023            | Monterrey            | LM                   | 36         | 1          | -               | -               | -               | -                  | -                  | -                  | LC          | 6           | 0           | 42     | 1      |
| 2023-2024            | Monterrey            | LM                   | 20         | 0          | -               | -               | -               | CCL                | 4                  | 1                  | LC          | 0           | 0           | 24     | 1      |
| Totale Monterrey     | Totale Monterrey     | Totale Monterrey     | 79         | 1          |                 | -               | -               |                    | 6                  | 1                  |             | 8           | 0           | 93     | 2      |
| Totale carriera      | Totale carriera      | Totale carriera      | 454        | 30         |                 | 35              | 2               |                    | 40                 | 2                  |             | 9           | 0           | 538    | 34     |

### Cronologia presenze e reti in nazionale
| Cronologia completa delle presenze e delle reti in nazionale ― Messico | Cronologia completa delle presenze e delle reti in nazionale ― Messico | Cronologia completa delle presenze e delle reti in nazionale ― Messico | Cronologia completa delle presenze e delle reti in nazionale ― Messico | Cronologia completa delle presenze e delle reti in nazionale ― Messico | Cronologia completa delle presenze e delle reti in nazionale ― Messico | Cronologia completa delle presenze e delle reti in nazionale ― Messico | Cronologia completa delle presenze e delle reti in nazionale ― Messico |
| Data                                                                   | Città                                                                  | In casa                                                                | Risultato                                                              | Ospiti                                                                 | Competizione                                                           | Reti                                                                   | Note                                                                   |
| ---------------------------------------------------------------------- | ---------------------------------------------------------------------- | ---------------------------------------------------------------------- | ---------------------------------------------------------------------- | ---------------------------------------------------------------------- | ---------------------------------------------------------------------- | ---------------------------------------------------------------------- | ---------------------------------------------------------------------- |
| 17-10-2007                                                             | Los Angeles                                                            | Messico                                                                | 2 – 3                                                                  | Guatemala                                                              | Amichevole                                                             | -                                                                      | 76’                                                                    |
| 9-6-2008                                                               | Chicago                                                                | Messico                                                                | 4 – 0                                                                  | Perù                                                                   | Amichevole                                                             | -                                                                      | 83’                                                                    |
| 15-10-2009                                                             | Port of Spain                                                          | Trinidad e Tobago                                                      | 2 – 2                                                                  | Messico                                                                | Qual. Mondiali 2010                                                    | -                                                                      |                                                                        |
| 4-3-2010                                                               | Pasadena                                                               | Messico                                                                | 2 – 0                                                                  | Nuova Zelanda                                                          | Amichevole                                                             | -                                                                      | 46’                                                                    |
| 10-5-2010                                                              | Chicago                                                                | Messico                                                                | 1 – 0                                                                  | Senegal                                                                | Amichevole                                                             | -                                                                      | 67’                                                                    |
| 13-5-2010                                                              | Houston                                                                | Angola                                                                 | 0 – 1                                                                  | Messico                                                                | Amichevole                                                             | -                                                                      |                                                                        |
| 16-5-2010                                                              | Città del Messico                                                      | Messico                                                                | 1 – 0                                                                  | Cile                                                                   | Amichevole                                                             | -                                                                      | 69’                                                                    |
| 26-5-2010                                                              | Friburgo                                                               | Paesi Bassi                                                            | 2 – 1                                                                  | Messico                                                                | Amichevole                                                             | -                                                                      | 78’                                                                    |
| 30-5-2010                                                              | Bayreuth                                                               | Messico                                                                | 5 – 1                                                                  | Gambia                                                                 | Amichevole                                                             | -                                                                      | 78’                                                                    |
| 3-6-2010                                                               | Bruxelles                                                              | Italia                                                                 | 1 – 2                                                                  | Messico                                                                | Amichevole                                                             | -                                                                      | 68’                                                                    |
| 17-6-2010                                                              | Polokwane                                                              | Francia                                                                | 0 – 2                                                                  | Messico                                                                | Mondiali 2010 - 1º turno                                               | -                                                                      | 49’                                                                    |
| 22-6-2010                                                              | Rustenburg                                                             | Messico                                                                | 0 – 1                                                                  | Uruguay                                                                | Mondiali 2010 - 1º turno                                               | -                                                                      | 57’                                                                    |
| 11-8-2010                                                              | Città del Messico                                                      | Messico                                                                | 1 – 1                                                                  | Spagna                                                                 | Amichevole                                                             | -                                                                      | 65’                                                                    |
| 5-9-2010                                                               | Zapopan                                                                | Messico                                                                | 1 – 2                                                                  | Ecuador                                                                | Amichevole                                                             | -                                                                      |                                                                        |
| 8-9-2010                                                               | San Nicolás de los Garza                                               | Messico                                                                | 1 – 0                                                                  | Colombia                                                               | Amichevole                                                             | -                                                                      | 48’ - 64’                                                              |
| 10-2-2011                                                              | East Rutherford                                                        | Bosnia ed Erzegovina                                                   | 0 – 2                                                                  | Messico                                                                | Amichevole                                                             | -                                                                      |                                                                        |
| 30-3-2011                                                              | San Diego                                                              | Venezuela                                                              | 1 – 1                                                                  | Messico                                                                | Amichevole                                                             | -                                                                      | 69’                                                                    |
| 28-5-2011                                                              | Seattle                                                                | Messico                                                                | 1 – 1                                                                  | Ecuador                                                                | Amichevole                                                             | -                                                                      |                                                                        |
| 1-6-2011                                                               | Denver                                                                 | Messico                                                                | 3 – 0                                                                  | Nuova Zelanda                                                          | Amichevole                                                             | -                                                                      | 63’                                                                    |
| 5-6-2011                                                               | Arlington                                                              | Messico                                                                | 5 – 0                                                                  | El Salvador                                                            | Gold Cup 2011 - 1º turno                                               | -                                                                      |                                                                        |
| 9-6-2011                                                               | Charlotte                                                              | Cuba                                                                   | 0 – 5                                                                  | Messico                                                                | Gold Cup 2011 - 1º turno                                               | -                                                                      |                                                                        |
| 12-6-2011                                                              | Chicago                                                                | Messico                                                                | 4 – 1                                                                  | Costa Rica                                                             | Gold Cup 2011 - 1º turno                                               | -                                                                      |                                                                        |
| 18-6-2011                                                              | East Rutherford                                                        | Messico                                                                | 2 – 1                                                                  | Guatemala                                                              | Gold Cup 2011 - Quarti di finale                                       | -                                                                      |                                                                        |
| 22-6-2011                                                              | Houston                                                                | Honduras                                                               | 0 – 2 dts                                                              | Messico                                                                | Gold Cup 2011 - Semifinale                                             | -                                                                      |                                                                        |
| 25-6-2011                                                              | Pasadena                                                               | Stati Uniti                                                            | 2 – 4                                                                  | Messico                                                                | Gold Cup 2011 - Finale                                                 | -                                                                      | 6º titolo                                                              |
| 10-8-2011                                                              | Filadelfia                                                             | Stati Uniti                                                            | 1 – 1                                                                  | Messico                                                                | Amichevole                                                             | -                                                                      |                                                                        |
| 2-9-2011                                                               | Varsavia                                                               | Polonia                                                                | 1 – 1                                                                  | Messico                                                                | Amichevole                                                             | -                                                                      | 90’                                                                    |
| 12-10-2011                                                             | Torreón                                                                | Messico                                                                | 1 – 2                                                                  | Brasile                                                                | Amichevole                                                             | -                                                                      | 68’                                                                    |
| 12-11-2011                                                             | Santiago de Querétaro                                                  | Messico                                                                | 2 – 0                                                                  | Serbia                                                                 | Amichevole                                                             | -                                                                      |                                                                        |
| 1-3-2012                                                               | East Rutherford                                                        | Colombia                                                               | 2 – 0                                                                  | Messico                                                                | Amichevole                                                             | -                                                                      |                                                                        |
| 27-5-2012                                                              | East Rutherford                                                        | Messico                                                                | 2 – 0                                                                  | Galles                                                                 | Amichevole                                                             | -                                                                      |                                                                        |
| 3-6-2012                                                               | Dallas                                                                 | Messico                                                                | 2 – 0                                                                  | Brasile                                                                | Amichevole                                                             | -                                                                      |                                                                        |
| 9-6-2012                                                               | Città del Messico                                                      | Messico                                                                | 3 – 1                                                                  | Guyana                                                                 | Qual. Mondiali 2014                                                    | -                                                                      |                                                                        |
| 13-6-2012                                                              | San Salvador                                                           | El Salvador                                                            | 1 – 2                                                                  | Messico                                                                | Qual. Mondiali 2014                                                    | 1                                                                      |                                                                        |
| 16-8-2012                                                              | Città del Messico                                                      | Messico                                                                | 0 – 1                                                                  | Stati Uniti                                                            | Amichevole                                                             | -                                                                      | 31’                                                                    |
| 8-9-2012                                                               | San José                                                               | Costa Rica                                                             | 0 – 2                                                                  | Messico                                                                | Qual. Mondiali 2014                                                    | -                                                                      |                                                                        |
| 12-9-2012                                                              | Città del Messico                                                      | Messico                                                                | 1 – 0                                                                  | Costa Rica                                                             | Qual. Mondiali 2014                                                    | -                                                                      |                                                                        |
| 13-10-2012                                                             | Houston                                                                | Guyana                                                                 | 0 – 5                                                                  | Messico                                                                | Qual. Mondiali 2014                                                    | -                                                                      |                                                                        |
| 7-2-2013                                                               | Città del Messico                                                      | Messico                                                                | 0 – 0                                                                  | Giamaica                                                               | Qual. Mondiali 2014                                                    | -                                                                      | 90’                                                                    |
| 22-3-2013                                                              | San Pedro Sula                                                         | Honduras                                                               | 2 – 2                                                                  | Messico                                                                | Qual. Mondiali 2014                                                    | -                                                                      |                                                                        |
| 27-3-2013                                                              | Città del Messico                                                      | Messico                                                                | 0 – 0                                                                  | Stati Uniti                                                            | Qual. Mondiali 2014                                                    | -                                                                      |                                                                        |
| 8-6-2013                                                               | Panama                                                                 | Panama                                                                 | 0 – 0                                                                  | Messico                                                                | Qual. Mondiali 2014                                                    | -                                                                      |                                                                        |
| 12-6-2013                                                              | Città del Messico                                                      | Messico                                                                | 0 – 0                                                                  | Costa Rica                                                             | Qual. Mondiali 2014                                                    | -                                                                      |                                                                        |
| 16-6-2013                                                              | Rio De Janeiro                                                         | Messico                                                                | 1 – 2                                                                  | Italia                                                                 | Conf. Cup 2013 - 1º turno                                              | -                                                                      | 47’                                                                    |
| 19-6-2013                                                              | Fortaleza                                                              | Brasile                                                                | 2 – 0                                                                  | Messico                                                                | Conf. Cup 2013 - 1º turno                                              | -                                                                      |                                                                        |
| 22-6-2013                                                              | Belo Horizonte                                                         | Giappone                                                               | 1 – 2                                                                  | Messico                                                                | Conf. Cup 2013 - 1º turno                                              | -                                                                      |                                                                        |
| 15-8-2013                                                              | New York                                                               | Messico                                                                | 4 – 1                                                                  | Costa d'Avorio                                                         | Amichevole                                                             | -                                                                      |                                                                        |
| 7-9-2013                                                               | Città del Messico                                                      | Messico                                                                | 1 – 2                                                                  | Honduras                                                               | Qual. Mondiali 2014                                                    | -                                                                      |                                                                        |
| 11-9-2013                                                              | Columbus                                                               | Stati Uniti                                                            | 2 – 0                                                                  | Messico                                                                | Qual. Mondiali 2014                                                    | -                                                                      |                                                                        |
| 6-3-2014                                                               | East Rutherford                                                        | Messico                                                                | 0 – 0                                                                  | Nigeria                                                                | Amichevole                                                             | -                                                                      |                                                                        |
| 31-5-2014                                                              | Dallas                                                                 | Messico                                                                | 3 – 1                                                                  | Ecuador                                                                | Amichevole                                                             | -                                                                      |                                                                        |
| 4-6-2014                                                               | Chicago                                                                | Bosnia ed Erzegovina                                                   | 1 – 0                                                                  | Messico                                                                | Amichevole                                                             | -                                                                      | 46’                                                                    |
| 7-6-2014                                                               | East Rutherford                                                        | Messico                                                                | 0 – 1                                                                  | Portogallo                                                             | Amichevole                                                             | -                                                                      |                                                                        |
| 13-6-2014                                                              | Natal                                                                  | Messico                                                                | 1 – 0                                                                  | Camerun                                                                | Mondiali 2014 - 1º turno                                               | -                                                                      | 57’                                                                    |
| 17-6-2014                                                              | Fortaleza                                                              | Brasile                                                                | 0 – 0                                                                  | Messico                                                                | Mondiali 2014 - 1º turno                                               | -                                                                      |                                                                        |
| 23-6-2014                                                              | Recife                                                                 | Croazia                                                                | 1 – 3                                                                  | Messico                                                                | Mondiali 2014 - 1º turno                                               | -                                                                      |                                                                        |
| 29-6-2014                                                              | Fortaleza                                                              | Paesi Bassi                                                            | 2 – 1                                                                  | Messico                                                                | Mondiali 2014 - Ottavi di finale                                       | -                                                                      | 46’                                                                    |
| 29-3-2015                                                              | Los Angeles                                                            | Ecuador                                                                | 0 – 1                                                                  | Messico                                                                | Amichevole                                                             | -                                                                      |                                                                        |
| 27-6-2015                                                              | Orlando                                                                | Messico                                                                | 2 – 2                                                                  | Costa Rica                                                             | Amichevole                                                             | -                                                                      | 46’                                                                    |
| 5-9-2015                                                               | Sandy                                                                  | Messico                                                                | 3 – 3                                                                  | Trinidad e Tobago                                                      | Amichevole                                                             | -                                                                      | 73’                                                                    |
| 9-9-2015                                                               | Dallas                                                                 | Messico                                                                | 2 – 2                                                                  | Argentina                                                              | Amichevole                                                             | -                                                                      |                                                                        |
| 11-10-2015                                                             | East Rutherford                                                        | Stati Uniti                                                            | 2 – 3 dts                                                              | Messico                                                                | Qualificazione per Conf.Cup 2017                                       | -                                                                      | 43’                                                                    |
| 14-11-2015                                                             | Città del Messico                                                      | Messico                                                                | 3 – 0                                                                  | El Salvador                                                            | Qual. Mondiali 2018                                                    | -                                                                      |                                                                        |
| 17-11-2015                                                             | San Pedro Sula                                                         | Honduras                                                               | 0 – 2                                                                  | Messico                                                                | Qual. Mondiali 2018                                                    | -                                                                      |                                                                        |
| 26-3-2016                                                              | Vancouver                                                              | Canada                                                                 | 0 – 3                                                                  | Messico                                                                | Qual. Mondiali 2018                                                    | -                                                                      |                                                                        |
| 30-3-2016                                                              | Città del Messico                                                      | Messico                                                                | 2 – 0                                                                  | Canada                                                                 | Qual. Mondiali 2018                                                    | -                                                                      | 46’                                                                    |
| 28-5-2016                                                              | East Rutherford                                                        | Messico                                                                | 1 – 0                                                                  | Paraguay                                                               | Amichevole                                                             | -                                                                      | 56’                                                                    |
| 6-6-2016                                                               | Phoenix                                                                | Uruguay                                                                | 1 – 3                                                                  | Messico                                                                | Coppa America Centenario - 1º turno                                    | -                                                                      |                                                                        |
| 10-6-2016                                                              | East Rutherford                                                        | Messico                                                                | 2 – 0                                                                  | Giamaica                                                               | Coppa America Centenario - 1º turno                                    | -                                                                      |                                                                        |
| 14-6-2016                                                              | Houston                                                                | Messico                                                                | 1 – 1                                                                  | Venezuela                                                              | Coppa America Centenario - 1º turno                                    | -                                                                      |                                                                        |
| 19-6-2016                                                              | Santa Clara                                                            | Messico                                                                | 0 – 7                                                                  | Cile                                                                   | Coppa America Centenario - Quarti di finale                            | -                                                                      |                                                                        |
| 3-9-2016                                                               | San Salvador                                                           | El Salvador                                                            | 1 – 3                                                                  | Messico                                                                | Qual. Mondiali 2018                                                    | 1                                                                      |                                                                        |
| 7-9-2016                                                               | Città del Messico                                                      | Messico                                                                | 0 – 0                                                                  | Honduras                                                               | Qual. Mondiali 2018                                                    | -                                                                      |                                                                        |
| 12-11-2016                                                             | Columbus                                                               | Stati Uniti                                                            | 1 – 2                                                                  | Messico                                                                | Qual. Mondiali 2018                                                    | -                                                                      |                                                                        |
| 16-11-2016                                                             | Panama                                                                 | Panama                                                                 | 0 – 0                                                                  | Messico                                                                | Qual. Mondiali 2018                                                    | -                                                                      |                                                                        |
| 25-3-2017                                                              | Città del Messico                                                      | Messico                                                                | 2 – 0                                                                  | Costa Rica                                                             | Qual. Mondiali 2018                                                    | -                                                                      | 37’                                                                    |
| 29-3-2017                                                              | Port of Spain                                                          | Trinidad e Tobago                                                      | 0 – 1                                                                  | Messico                                                                | Qual. Mondiali 2018                                                    | -                                                                      | cap.                                                                   |
| 28-5-2017                                                              | Los Angeles                                                            | Messico                                                                | 1 – 2                                                                  | Croazia                                                                | Amichevole                                                             | -                                                                      | cap.                                                                   |
| 2-6-2017                                                               | East Rutherford                                                        | Irlanda                                                                | 1 – 3                                                                  | Messico                                                                | Amichevole                                                             | -                                                                      | cap. - 46’                                                             |
| 12-6-2017                                                              | Città del Messico                                                      | Messico                                                                | 1 – 1                                                                  | Stati Uniti                                                            | Qual. Mondiali 2018                                                    | -                                                                      | cap.                                                                   |
| 18-6-2017                                                              | Kazan'                                                                 | Portogallo                                                             | 2 – 2                                                                  | Messico                                                                | Conf. Cup 2017 - 1º turno                                              | 1                                                                      |                                                                        |
| 21-6-2017                                                              | Soči                                                                   | Messico                                                                | 2 – 1                                                                  | Nuova Zelanda                                                          | Conf. Cup 2017 - 1º turno                                              | -                                                                      | 33’                                                                    |
| 24-6-2017                                                              | Kazan'                                                                 | Messico                                                                | 2 – 1                                                                  | Russia                                                                 | Conf. Cup 2017 - 1º turno                                              | -                                                                      |                                                                        |
| 29-6-2017                                                              | Soči                                                                   | Germania                                                               | 4 – 1                                                                  | Messico                                                                | Conf. Cup 2017 - Semifinale                                            | -                                                                      | cap.                                                                   |
| 2-7-2017                                                               | Mosca                                                                  | Portogallo                                                             | 2 – 1 dts                                                              | Messico                                                                | Conf. Cup 2017 - Finale 3º posto                                       | -                                                                      | 98’                                                                    |
| 5-9-2017                                                               | San José                                                               | Costa Rica                                                             | 1 – 1                                                                  | Messico                                                                | Qual. Mondiali 2018                                                    | -                                                                      |                                                                        |
| 6-10-2017                                                              | San Luis Potosí                                                        | Messico                                                                | 3 – 1                                                                  | Trinidad e Tobago                                                      | Qual. Mondiali 2018                                                    | -                                                                      | 81’                                                                    |
| 10-11-2017                                                             | Bruxelles                                                              | Belgio                                                                 | 3 – 3                                                                  | Messico                                                                | Amichevole                                                             | -                                                                      |                                                                        |
| 13-11-2017                                                             | Danzica                                                                | Polonia                                                                | 0 – 1                                                                  | Messico                                                                | Amichevole                                                             | -                                                                      | 63’                                                                    |
| 23-3-2018                                                              | Santa Clara                                                            | Messico                                                                | 3 – 0                                                                  | Islanda                                                                | Amichevole                                                             | -                                                                      | 59’                                                                    |
| 27-3-2018                                                              | Arlington                                                              | Messico                                                                | 0 – 1                                                                  | Croazia                                                                | Amichevole                                                             | -                                                                      |                                                                        |
| 9-6-2018                                                               | Brøndby                                                                | Danimarca                                                              | 2 – 0                                                                  | Messico                                                                | Amichevole                                                             | -                                                                      | 46’                                                                    |
| 17-6-2018                                                              | Mosca                                                                  | Germania                                                               | 0 – 1                                                                  | Messico                                                                | Mondiali 2018 - 1º turno                                               | -                                                                      | 40’                                                                    |
| 23-6-2018                                                              | Rostov                                                                 | Corea del Sud                                                          | 1 – 2                                                                  | Messico                                                                | Mondiali 2018 - 1º turno                                               | -                                                                      |                                                                        |
| 27-6-2018                                                              | Ekaterinburg                                                           | Messico                                                                | 0 – 3                                                                  | Svezia                                                                 | Mondiali 2018 - 1º turno                                               | -                                                                      | 61’                                                                    |
| 23-3-2019                                                              | San Diego                                                              | Messico                                                                | 3 – 1                                                                  | Cile                                                                   | Amichevole                                                             | 1                                                                      |                                                                        |
| 6-6-2019                                                               | Atlanta                                                                | Messico                                                                | 3 – 1                                                                  | Venezuela                                                              | Amichevole                                                             | -                                                                      | 31’                                                                    |
| 11-6-2019                                                              | Arlington                                                              | Messico                                                                | 3 – 2                                                                  | Ecuador                                                                | Amichevole                                                             | -                                                                      | 35’                                                                    |
| 28-6-2019                                                              | Houston                                                                | Messico                                                                | 1 – 1 dts (5 – 4 dtr)                                                  | Costa Rica                                                             | Gold Cup 2019 - Quarti di finale                                       | -                                                                      | 106’                                                                   |
| 3-7-2019                                                               | Glendale                                                               | Haiti                                                                  | 0 – 1 dts                                                              | Messico                                                                | Gold Cup 2019 - Semifinale                                             | -                                                                      | 83’                                                                    |
| 7-7-2019                                                               | Chicago                                                                | Messico                                                                | 1 – 0                                                                  | Stati Uniti                                                            | Gold Cup 2019 - Finale                                                 | -                                                                      |                                                                        |
| 6-9-2019                                                               | East Rutherford                                                        | Stati Uniti                                                            | 0 – 3                                                                  | Messico                                                                | Amichevole                                                             | -                                                                      |                                                                        |
| 16-11-2019                                                             | Panama                                                                 | Panama                                                                 | 0 – 3                                                                  | Messico                                                                | CONCACAF Nations League 2019-2020 - 2º turno                           | -                                                                      |                                                                        |
| 19-11-2019                                                             | Toluca                                                                 | Messico                                                                | 2 – 1                                                                  | Bermuda                                                                | CONCACAF Nations League 2019-2020 - 2º turno                           | -                                                                      | cap.                                                                   |
| 7-10-2020                                                              | Amsterdam                                                              | Paesi Bassi                                                            | 0 – 1                                                                  | Messico                                                                | Amichevole                                                             | -                                                                      |                                                                        |
| 13-10-2020                                                             | L'Aia                                                                  | Algeria                                                                | 2 – 2                                                                  | Messico                                                                | Amichevole                                                             | -                                                                      | cap.                                                                   |
| 14-11-2020                                                             | Wiener Neustadt                                                        | Corea del Sud                                                          | 2 – 3                                                                  | Messico                                                                | Amichevole                                                             | -                                                                      | cap.                                                                   |
| 17-11-2020                                                             | Graz                                                                   | Giappone                                                               | 0 – 2                                                                  | Messico                                                                | Amichevole                                                             | -                                                                      |                                                                        |
| 30-3-2021                                                              | Wiener Neustadt                                                        | Costa Rica                                                             | 0 – 1                                                                  | Messico                                                                | Amichevole                                                             | -                                                                      |                                                                        |
| 29-5-2021                                                              | Arlington                                                              | Messico                                                                | 2 – 1                                                                  | Islanda                                                                | Amichevole                                                             | -                                                                      |                                                                        |
| 3-6-2021                                                               | Denver                                                                 | Messico                                                                | 0 – 0 dts (5 – 4 dtr)                                                  | Costa Rica                                                             | CONCACAF Nations League 2019-2020 - Semifinale                         | -                                                                      | 70’                                                                    |
| 7-6-2021                                                               | Denver                                                                 | Stati Uniti                                                            | 3 – 2 dts                                                              | Messico                                                                | CONCACAF Nations League 2019-2020 - Finale                             | -                                                                      | 100’                                                                   |
| 12-6-2021                                                              | Atlanta                                                                | Messico                                                                | 0 – 0                                                                  | Honduras                                                               | Amichevole                                                             | -                                                                      |                                                                        |
| 18-7-2021                                                              | Dallas                                                                 | Messico                                                                | 1 – 0                                                                  | El Salvador                                                            | Gold Cup 2021 - 1º turno                                               | -                                                                      |                                                                        |
| 24-7-2021                                                              | Glendale                                                               | Messico                                                                | 3 – 0                                                                  | Honduras                                                               | Gold Cup 2021 - Quarti di finale                                       | -                                                                      |                                                                        |
| 30-7-2021                                                              | Houston                                                                | Messico                                                                | 2 – 1                                                                  | Canada                                                                 | Gold Cup 2021 - Semifinale                                             | -                                                                      |                                                                        |
| 1-8-2021                                                               | Paradise                                                               | Stati Uniti                                                            | 1 – 0                                                                  | Messico                                                                | Gold Cup 2021 - Finale                                                 | -                                                                      | 44’                                                                    |
| 10-10-2021                                                             | Città del Messico                                                      | Messico                                                                | 3 – 0                                                                  | Honduras                                                               | Qual. Mondiali 2022                                                    | -                                                                      |                                                                        |
| 13-10-2021                                                             | San Salvador                                                           | El Salvador                                                            | 0 – 2                                                                  | Messico                                                                | Qual. Mondiali 2022                                                    | 1                                                                      | 74’                                                                    |
| 27-1-2022                                                              | Kingston                                                               | Giamaica                                                               | 1 – 2                                                                  | Messico                                                                | Qual. Mondiali 2022                                                    | -                                                                      |                                                                        |
| 30-1-2022                                                              | Città del Messico                                                      | Messico                                                                | 0 – 0                                                                  | Costa Rica                                                             | Qual. Mondiali 2022                                                    | -                                                                      | 81’                                                                    |
| 30-3-2022                                                              | Città del Messico                                                      | Messico                                                                | 2 – 0                                                                  | El Salvador                                                            | Qual. Mondiali 2022                                                    | -                                                                      | 79’                                                                    |
| 28-5-2022                                                              | Arlington                                                              | Messico                                                                | 2 – 1                                                                  | Nigeria                                                                | Amichevole                                                             | -                                                                      |                                                                        |
| 6-6-2022                                                               | Phoenix                                                                | Messico                                                                | 0 – 0                                                                  | Ecuador                                                                | Amichevole                                                             | -                                                                      |                                                                        |
| 25-9-2022                                                              | Pasadena                                                               | Messico                                                                | 1 – 0                                                                  | Perù                                                                   | Amichevole                                                             | -                                                                      |                                                                        |
| 28-9-2022                                                              | Santa Clara                                                            | Messico                                                                | 2 – 3                                                                  | Colombia                                                               | Amichevole                                                             | -                                                                      | 41’                                                                    |
| 9-11-2022                                                              | Girona                                                                 | Messico                                                                | 4 – 0                                                                  | Iraq                                                                   | Amichevole                                                             | -                                                                      | 46’                                                                    |
| 16-11-2022                                                             | Girona                                                                 | Messico                                                                | 1 – 2                                                                  | Svezia                                                                 | Amichevole                                                             | -                                                                      | 62’                                                                    |
| 22-11-2022                                                             | Doha                                                                   | Messico                                                                | 0 – 0                                                                  | Polonia                                                                | Mondiali 2022 - 1º turno                                               | -                                                                      | 56’                                                                    |
| 26-11-2022                                                             | Lusail                                                                 | Argentina                                                              | 2 – 0                                                                  | Messico                                                                | Mondiali 2022 - 1º turno                                               | -                                                                      |                                                                        |
| 30-11-2022                                                             | Lusail                                                                 | Arabia Saudita                                                         | 1 – 2                                                                  | Messico                                                                | Mondiali 2022 - 1º turno                                               | -                                                                      |                                                                        |
| 26-3-2023                                                              | Città del Messico                                                      | Messico                                                                | 2 – 2                                                                  | Giamaica                                                               | CONCACAF Nations League 2022-2023 - 1º turno                           | -                                                                      |                                                                        |
| Totale                                                                 |                                                                        | Presenze (7º posto)                                                    | 132                                                                    |                                                                        | Reti                                                                   | 5                                                                      |                                                                        |

## Palmarès

### Club

#### Competizioni nazionali
- Campionato olandese: 2

AZ Alkmaar: 2008-2009
PSV: 2015-2016
- Supercoppa dei Paesi Bassi: 2

AZ Alkmaar: 2009
PSV: 2016

#### Competizioni internazionali
- CONCACAF Champions League: 1

Monterrey: 2021

### Nazionale

#### Competizioni giovanili
- Campionato mondiale Under-17: 1

2005

#### Competizioni maggiori
- Gold Cup: 2

2011, 2019

### Individuale
- Squadra maschile CONCACAF del decennio 2011-2020 IFFHS: 1

2020